# Dolmen von Lann Kerellec

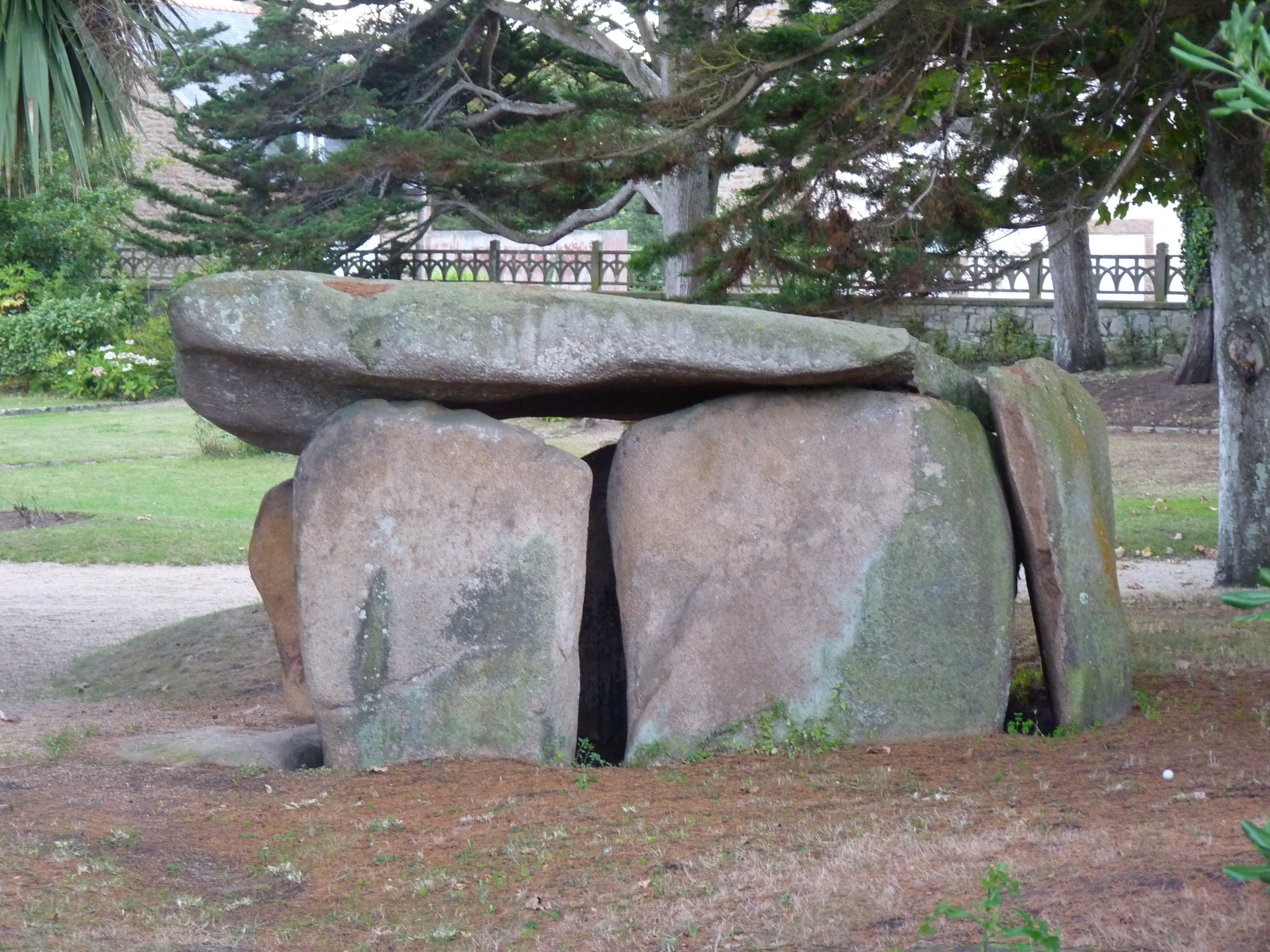
Dolmen von Lann Kerellec

Der Dolmen von Lann Kerellec liegt in einem Garten am Anfang der Rue du Dolmen im Norden von Trébeurden bei Lannion im Département Côtes-d’Armor in der Bretagne in Frankreich. Es sind wahrscheinlich die Reste einer Allée couverte, die 1916 als Monument historique eingestuft wurde. 
Der Nord-Süd orientierte Megalithanlagenrest ist etwa 3,8 m lang bei einer Breite von 1,3 bis 1,8 m und einer Höhe von 1,5 m. Da der Zugangsbereich fehlt, ist nicht geklärt, ob es sich um einen Dolmen oder ein Galeriegrab handelt. Die Kammer wird pro Seite von zwei Orthostaten begrenzt. Der ursprüngliche Standort der 1,65 m langen, 1,3 m breiten und 0,10 m dicken Endplatte ist unbekannt. Das Ganze ist mit einer nach Süden leicht geneigten, rechteckigen Deckenplatte bedeckt. Sie ist 3,5 m lang und 2,5 m breit, ihre Dicke variiert von 0,5 bis 0,1 m. Alle Platten sind aus Granit. 

## Weitere Megalithen im Stadtgebiet

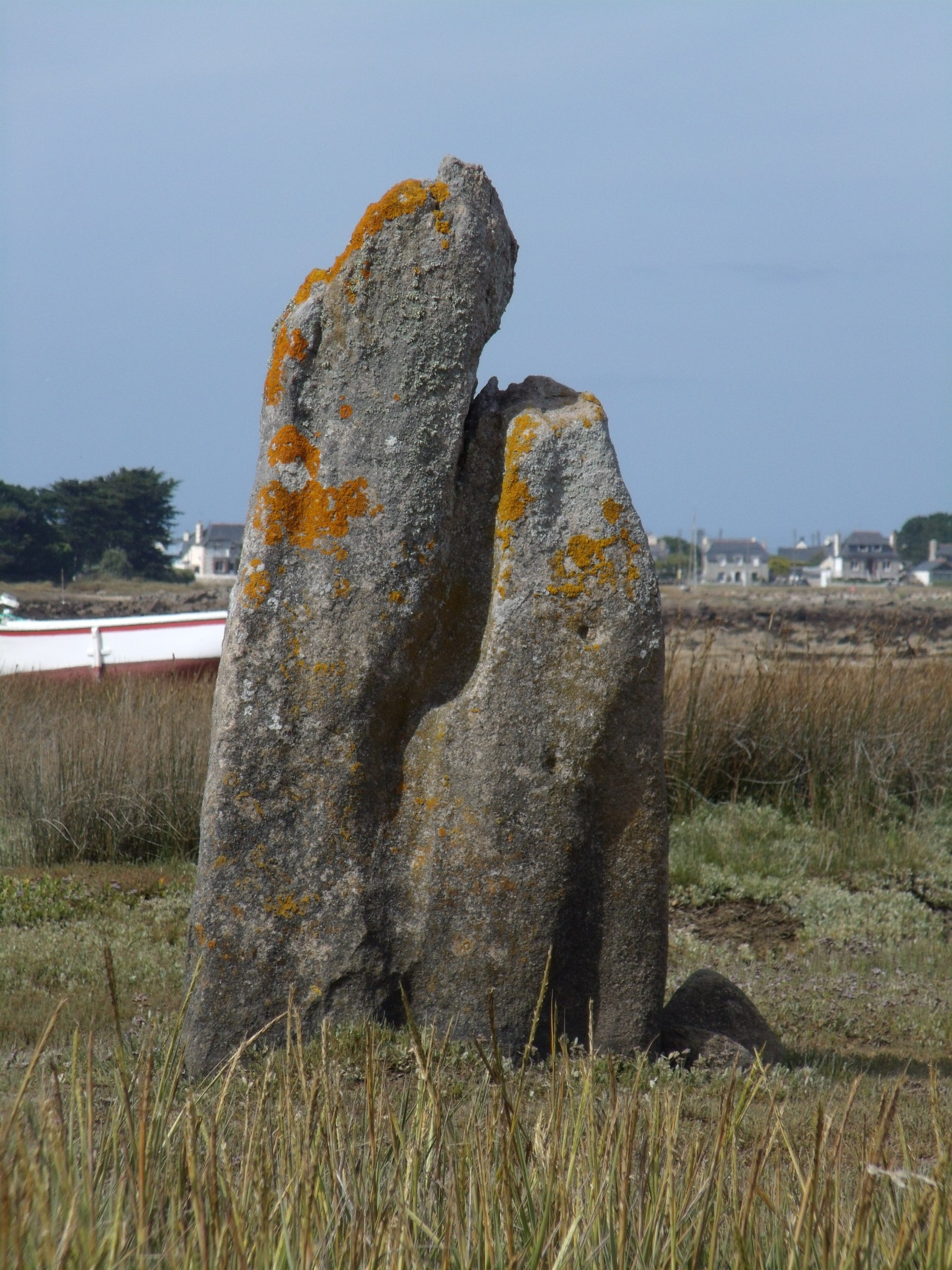
Menhir von Toëno

- Etwa 200 m östlich des Dolmens steht an der Rue du Menhir der etwa 3,7 m hohe Menhir de Bonne-Nouvelle (bretonisch Peulven Keloù Mat).
- Etwa 1,3 km nördlich, nahe der Halbinsel von Toëno, im Norden von Trébeurden steht der 1,9 m hohe Menhir von Toëno im Sumpf (französisch Marais de Toëno), der bei Flut im Meerwasser steht. Er belegt, dass vor etwa 5000 Jahren (bei seiner Aufrichtung) der Meeresspiegel niedriger war.
- Die Allée couverte von Prajou-Menhir liegt an der Straße zur Île Grande.
- Die Allée couverte de l’Île Milliau liegt auf der Île Milliau.